# Beihan
Beihan (in arabo بيحان‎?, Bayḥān), conosciuta anche come Bayhān al-Qiṣāb (in arabo  بيحان القصاب‎?) è una città dello Yemen occidentale, un tempo capitale dell'omonimo emirato, che conta circa 100 000 abitanti.

## Storia
Storicamente, lo sceicco della tribù dei Masabin, Ahmed Sayf e più tardi suo figlio ʿAbd al-Qāder (come anche i loro antenati), erano i reali signori di questa regione. Questo stato di cose cambiò per ragioni legate alla politica britannica nel sud dell'Arabia, politica che portò all'assassinio dello sceicco Ahmed Sayf e di suo figlio Ahmed Sayf.
Come conseguenza di questa politica lo sceicco Ḥusayn governò saldamente la regione dal 1943 al 1967.
In seguito all'introduzione del regime marxista nell'Arabia meridionale, avvenuta nel 1967, tutti i signori locali lasciarono il paese, principalmente per l'Arabia Saudita, fino al 1994 quando il Partito socialista yemenita fu sconfitto nella guerra civile.

## Economia
La città si trova in una fertile valle, percorsa da torrenti provenienti dai monti a settentrione, ben collegata con Al Bayda' a nord-ovest, Ma'rib a est e Ataq a sud.
Vi si coltivano datteri, cereali e limoni e molto praticato è anche l'allevamento. Ultimamente si stanno diffondendo anche gli scambi commerciali.